# Kendatti, Kolar
Kendatti là một làng thuộc tehsil Kolar, huyện Kolar, bang Karnataka, Ấn Độ.